# Politische Lieder
 Politische Lieder - Originalaufnahmen Von Den Tagen Des Politischen Liedes Zu Den X. Weltfestspielen  è una compilation pubblicata nel 1973.

## Descrizione
Questo disco, pubblicato in formato LP nel 1973 dall'etichetta tedesco occidentale Eterna/VEB Deutsche Schallplatten, documenta, come indicato sulla copertina, i Decimi giochi mondiali della gioventù e degli studenti (X Weltfestspiele der Jugend und Studenten) svoltisi a Berlino Est nel 1973.
Tutti i brani sono stati registrati dal vivo in occasione dei concerti tenutisi durante i giochi. Il brano Venceremos è qui cantato in una particolare versione con testo parte in spagnolo e parte in tedesco.
Da questo disco è stato anche tratto un singolo intitolato Solidarität mit Chile.

## Tracce
1. El pueblo unido - (Quilapayun - S.Ortega) - Quinteto tiempo (Argentina), Oktoberklub (DDR) e Agit Prop (Finlandia)
2. Wir sind uberall - (W.Heicking - R.Andert - H.Konig) - Oktoberklub (DDR)
3. El rio està llamando - (J.Lacarra) - Quinteto tiempo (Argentina)
4. Ruce - (P.Sindelar - H.Cihakova) - Avantis (Cecoslovacchia)
5. Valiamerikka - (K.Chydenius - P.Neruda - M.Rossi) - Agit Prop e Trio des KOM-Theaters (Finlandia)
6. Olen kommunisti - (E.Ojanen - N.Hikmet - B.Pottila) - Agit Prop (Finlandia)
7. Ballade vom Komsomolzenausweis - (W.Muljawin) - Pensjari (Unione Sovietica)
8. Venceremos - (S.Ortega - C.Iturra) - Inti-Illimani (Cile)
9. Bella ciao - (folklore italiano) - Il contemporaneo (Italia)
10. Konzertierte aktion - (D.Suverkrup) - Dieter Suverkrup (Germania Ovest)
11. Paris - la Provence - (M.Rongier - C.Reva) - Claude Reva (Francia)
12. Hoch soll sie leben, die werte freie forschunga - (S.Ringbom - G.Ohrlander) - Fria proteatern (Svezia)
13. Lied aud den weg - (T.Schoppe - K.Demmler) - Renft (DDR)